# Цянь (триграма)
Цянь (кит.: 乾; піньїнь: qián; кор. 건, кон; яп. けん, кен) — триграма, один з восьми знаків, які використовуються у традиційному китайському ворожінні. На письмі передається як 
Утворена трьома суцільними рисками яо, що символізують світлу енергію ян.
Використовується як складова гексаграми цянь в шістдесяти чотирьох знаках.
Символізує Небо, енергійність, коня, голову, батька, монарха. Асоціюється з північним заходом. 
В поєднанні з китайським календарем виступає відповідає 甲. В системі п'яти першоелементів уособлює дерево, а в системі п'яти сторін світу — північ. 